# Herschbroich
Herschbroich là một đô thị thuộc huyện Ahrweiler, trong bang Rheinland-Pfalz, phía tây nước Đức. Đô thị Herschbroich có diện tích 7,27 km², dân số thời điểm ngày 31 tháng 12 năm 2006 là 314 người.
Đô thị này nằm trong vòng đua Nürburgring.